# انجمن قلم کانادا
انجمن قلم کانادا (به انگلیسی: PEN Canada) یکی از ۱۴۸ مراکز انجمن جهانی قلم است. این انجمن در سال ۱۹۲۶ تأسیس شد و بیش از ۱۰۰۰ عضو نویسنده و حامی دارد که از نویسندگان در سراسر جهان که مورد آزار و اذیت، زندانی و تبعید قرار می‌گیرند برای اعمال حق خود برای آزادی بیان حمایت می‌کند. بسیاری از چهره‌های پیشرو ادبی و فرهنگی کانادا از جمله مارگارت اتوود، جان رالستون سائول، دیوید کراننبرگ و یان مارتل به عضویت انجمن قلم کانادا درآمده‌اند.

در حد فاصل سال‌های ۲۰۰۱ تا ۲۰۰۳ ریاست انجمن قلم کانادا بر عهده رضا براهنی نویسنده و شاعر ایرانی مقیم کانادا بود. هم‌چنین این انجمن جایزه نخست انسانیت خود را در سال ۲۰۱۰ به پرویز کامبخش دانشجوی زندانی اهل افغانستان و در سال ۲۰۱۱ به نسرین ستوده وکیل ایرانی اهدا کرد